# Wolfgang Feistritzer
Wolfgang Feistritzer (* 26. Dezember 1978 in Villach) ist ein österreichischer Kabarettist aus Kärnten. Erfolgreich ist er insbesondere mit seiner Figur des Kultbauern Petutschnig Hons.

## Leben
Wolfgang Feistritzer wuchs im Maltatal auf. Er maturierte 1999 an der HBLFA für alpenländische Land- und Forstwirtschaft in Raumberg. Ein angefangenes Studium Philosophie an der Universität Klagenfurt wurde nach nur drei Wochen abgebrochen. Noch im selben Jahr begann er als Vermessungstechniker zu arbeiten. Im Nebenerwerb betreibt er einen Bauernhof in Schlatzing in der Gemeinde Malta.
Bühnenerfahrung erwarb Feistritzer erstmals im Jahr 2000 beim Burgtheater Gmünd, einem Laientheater in Gmünd in Kärnten. Seit 2001 betätigt er sich als Kabarettist. Nach mehreren Programmen mit Reini Winkler hatte 2010 sein erstes Soloprogramm Premiere: „Kärnten. What Else!“ (Regie: O. Lendl). Die Figur des Petutschnig Hons tauchte in seinen Programmen erstmals 2006 auf, seit 2013 entwickelt er sie durch Internetvideos zu einer eigenen Marke. In den Landkrimis Waidmannsdank (2020) und Bis in die Seele ist mir kalt (2024) spielte er als seriöser Bankberater namens „Petutschnigg“ eine Nebenrolle. Ebenso spielte er im Jahr 2020 im österreichischen Spielfilm Das schaurige Haus von Daniel Prochaska eine Nebenrolle. Seine Aktivitäten auf Social Media (YouTube, Facebook, Instagram) sind mitverantwortlich für seinen Bekanntheitsgrad und waren speziell auch in den Pausen während der Corona-Pandemie aktives Sprachrohr.

## Erfolge
„Petutschnig Hons aus Schlatzing“ alias Wolfgang Feistritzer wurde mit dem Publikumspreis des Österreichischen Kabarettpreises 2014 ausgezeichnet.
Seine bisher größten musikalischen Erfolge feierte er mit "Motorsoog" und "15er Steyr". Im März 2022 erreichte "Motorsoog" Gold-Status und der Song "15er Steyr", welchen er gemeinsam mit Stefan Rauch veröffentlichte, wurde mit dreifach-Platin ausgezeichnet.

## Soloprogramme
- 2014: Auf’s Maul
- 2016: Gusch Gmbh
- 2018: Der Teufel fährt Lada
- 2021: Ich will ein Rind von dir!
- 2024: Bauernschlau

## Wettbewerbe
- 2002: Teilnahme am Kärntner Kleinkunstdrachen
- 2002: 2. Platz beim Wiener Neulingsnagel
- 2005: 2. Platz Kleinkunstpreis Steyr
- 2005: 3. Platz Münchner Kabarettkaktus
- 2006: Gewinner des ARTur
- 2006: 3. Platz Tiroler Kleinkunstpreis
- 2011: 2. Platz Niederösterreichischer Kabarettpreis
- 2011: 2. Platz Baden Art Experience Wettbewerb[1]

## Diskografie

### Singles
| Jahr | Titel Album | Höchstplatzierung, Gesamtwochen, AuszeichnungChartsChartplatzierungen (Jahr, Titel, Album, Platzierungen, Wochen, Auszeichnungen, Anmerkungen) | Anmerkungen                                                             |
| Jahr | Titel Album | AT | Anmerkungen                                                             |
| ---- | ----------- | --- | ----------------------------------------------------------------------- |
| 2019 | 15er Steyr  | AT67 ×3Dreifachplatin · (1 Wo.)AT | Erstveröffentlichung: 5. April 2019 Stefan Rauch feat. Hons Petutschnig |

Weitere Singles
- 2018: Wien
- 2020: Motorsoog (AT: Gold)
- 2020: Puch Maxi
- 2021: Makita
- 2023: Ich Will Ein Rind Von Dir
- 2023: Eine Jauchenfahrt ist Lustig
- 2023: Schottseitn
- 2024: Es ist geil ein Bauer zu sein
- 2024: Erntezeit

## Filmografie
- 2020: Waidmannsdank (Fernsehreihe)
- 2020: Das Schaurige Haus (Spielfilm)
- 2024: Bis in die Seele ist mir kalt (Fernsehreihe)